# VAMPIRE HOLMES
『VAMPIRE HOLMES』（ヴァンパイアホームズ）は、CUCURIが2014年9月にリリースしたスマートフォン向けのゲームアプリ。原作は瀬名快伸。
メディアミックスとして、2015年4月より6月までテレビアニメが放送。

## 概要
とある屋敷に閉じ込められてしまったプレイヤーは探偵のホームズとともにこの屋敷からの脱出を試みるが、部屋は全てカギが掛けられていた。プレイヤーはホームズのあてにならないアドバイスを受けつつ、屋敷に散りばめられた謎を解いていく。

## シナリオ
第1弾
2014年9月配信開始。舞台はロンドン郊外のとある屋敷。市民は夜な夜な発生していた「ヴァンパイア通り魔事件」に怯えていた。
第2弾
2014年11月配信開始。舞台は神奈川県庁本庁舎。なお配信開始を記念して同年11月24日に本物の庁舎を使ったイベントが行われ、ゲストキャストとして黒岩祐治神奈川県知事が吸血鬼の声を演じた。
第3弾
2015年1月配信開始。舞台は不思議な紙芝居の世界。
第4弾
2015年2月配信開始。サブタイトルは「ホームズからの脱出」。とある事情で落ち込んだプレイヤーを励ますべく、ホームズがいろいろな問題を用意する。
第5弾
2015年4月配信開始。本章よりメジャーアップデートが実施され、『VAMPIRE HOLMES2』へ改題。サブタイトルは「マリヴェルト失踪事件 完結編」。第1弾の続編となる。
第6弾
2015年5月配信開始。サブタイトルは「アマンダの配列」。豪華客船内で起こった殺人事件にプレイヤーとホームズが立ち向かう。
第7弾
2015年6月配信開始。サブタイトルは「ハンレット忘却曲線」。後述のテレビアニメで主題歌を歌う玉置成実がハンレット役で声の出演をしている。
第8弾
2015年6月配信開始。サブタイトルは「盲目の絵画」。シリーズ初の推理ゲームとなる。
第9弾
2015年7月配信開始。サブタイトルは「情熱カーニバル」。芸人のこにわがコニーダ役で出演する。
第10弾
2015年9月配信開始（Android版先行）。サブタイトルは「星屑の救世主」。バンダイナムコゲームスの「カタログIPオープン化プロジェクト」参加作でゲームソフト「パックマン」とのコラボレーション企画。山本シュウがパックマン役で出演する。
第11弾
2015年12月配信開始。サブタイトルは「時の鍵と神の子」。ゲームソフト「ワルキューレの冒険」とのコラボレーション企画。
第12弾
2016年4月配信開始。サブタイトルは「サイコとブランコ」。ホームズが出会った少女・ナタリア（声 - 綾瀬ユウ）の中に潜む別人格の少女・マーダラス（声 - 臼田美加）とケージ（声 - 雪矢りお）の謎を探る。

## キャラクター
声は特記なきものはアニメのもの。
ホームズ
声 - 瀬名快伸（アプリ・アニメ共通）
プレイヤーと共に難題を解いていく、ロンドン在住の探偵。探偵だが「謎は解かない、推理もしない」という珍しいタイプ。だが問題はいつの間にか解決していることが多い。拳銃も持っているが弾は1発しか込められていない。基本アンニュイな暮らしを好み、人付き合いや喧噪が苦手で昼間はいつも眠そうにしている。
実はロンドン市警察より「ヴァンパイア捜索」の依頼を極秘に受けている。
ハドソン
声 - 島﨑信長
小説家志望の青年で、探偵小説を書くためホームズの助手をしている。この他医者の助手や物書きのバイトなどで生計を立てている。
キラ
声 - 高垣彩陽
人間の言語が理解できる、オスの化け猫。身体は白いが足元だけが黒いのでホームズは「黒猫だ」と言い張っている。
クリスティーナ
声 - 高垣彩陽
ホームズが住む屋敷の大家。筋肉モリモリのマッチョ体型。

## テレビアニメ
2015年4月より6月まで放送された。

### キャスト
- ホームズ - 瀬名快伸
- ハドソン - 島﨑信長
- キラ、クリスティーナ - 高垣彩陽
- 犬、悪党 - 井上大祐
- 女性 - 小街かのん

### スタッフ
- 原作・企画・監督・脚本・絵コンテ・音楽・撮影監督・プロデューサー（第１～１１話）→プロデュース（第１２話） - 瀬名快伸
- キャラクターデザイン - 宮本伊織、瀬名快伸
- 作画監督・原画 - 宮本伊織
- 動画 - CUCURI工房（第１～１１話）→宮本伊織（第１２話）
- 仕上げ - コヤマ緑
- 美術監督 - 森ノ琴淋
- 撮影助手・制作進行 - 星月雄一郎
- 音響演出 - 西村智博
- 音響効果 - 今野康之
- 録音 - 柴田隆司
- 録音助手 - 水師沙紀
- 音響制作担当 - 好永伸恵
- 録音スタジオ - スリーエススタジオ
- 音響制作 - スワラ・プロ
- ビデオ編集 - キュー・テック
- アニメーション制作 - studio！cucuri
- 製作 - CUCURI Co., Ltd.

### 主題歌
「Everlasting Love」
作詞・作曲 - 瀬名快伸 / 編曲 - 倉内達矢 / 歌 - 玉置成実

### 各話リスト
| 話数   | サブタイトル           |
| ------ | ---------------------- |
| 第1話  | 名探偵!?彼の名前は…    |
| 第2話  | 未知なる難事件         |
| 第3話  | ホームズの生態         |
| 第4話  | 能ある鷹は、なんとやら |
| 第5話  | 俺の散歩に…            |
| 第6話  | 難事件の追跡!?         |
| 第7話  | ホームズ、立つ。       |
| 第8話  | 黒猫のキラ             |
| 第9話  | 歪んでいるモノは       |
| 第10話 | 長めの散歩             |
| 第11話 | たった一人の人だって   |
| 第12話 | ホームズは名探偵!?     |

### 放送局
| 放送地域 | 放送局             | 放送期間               | 放送日時                     | 放送系列   | 備考                                                                      |
| -------- | ------------------ | ---------------------- | ---------------------------- | ---------- | ------------------------------------------------------------------------- |
| 神奈川県 | tvk                | 2015年4月4日 - 6月20日 | 土曜 1:55 - 2:00（金曜深夜） | 独立局     |                                                                           |
| 日本全域 | ニコニコチャンネル | 2015年4月4日 - 6月20日 | 土曜 1:55（金曜深夜） 更新   | ネット配信 | 第1話無料、第2話以降24時間無料。 「CUCURIチャンネル」加入者は全話見放題。 |

### ホームズ今日の一言
2015年6月2日から2017年4月1日まで、ニコニコチャンネルにて配信された1話30秒の超短編アニメ。ホームズがただ一言呟く。月曜から金曜まで毎日0:00 更新。配信開始後1週間は無料視聴が可能。

### DVD
全12話を収録して、2015年7月3日に発売。品番：CUPD-0703。

## コミカライズ
VAMPIRE HOLMES EXROSARY（ヴァンパイアホームズ エクスロザリオ）
『ファミ通コミッククリア』（KADOKAWA）にて2015年11月13日より配信中。瀬名によるオリジナルストーリーで、作画は天月みごが担当する。